# Festival international du film de Moscou 2020
Le Festival international du film de Moscou 2020, 42e édition du festival, se déroule du 1er au 8 octobre 2020.

## Déroulement et faits marquants
Lors de la cérémonie d'ouverture, l'actrice Svetlana Krutchkova reçoit le prix Stanislavski pour l'ensemble de sa carrière.
Le Grand Prix est remis à Le Journal du blocus de Andreï Zaïtsev.

## Jury
- Timour Bekmambetov (président du jury), réalisateur kazakho-russe
- Alex Iordachescu, réalisateur roumain
- Brian Viner (en), journaliste britannique
- Mahmood Soliman (it), réalisateur égyptien
- Marina Alexandrova, actrice russe

## Sélection

### En compétition internationale
- Le Journal du blocus (Блокадный дневник) de Andreï Zaïtsev  Russie
- Dissolve de Kim Ki-duk  Corée du Sud
- Doch' Rybaka de Ismail Safarali  Azerbaïdjan  Russie
- Décret présidentiel (Medida Provisória) de Lázaro Ramos  Brésil
- Far Frontiers (На дальних рубежах)  de Maxime Dachkine  Russie
- Fate de Zhanna Issabayeva  Kazakhstan
- Hilda de Rishi Pelham  Royaume-Uni
- Hypnosis (Гипноз) de Valeri Todorovski  Russie
- In The Shadows (Gölgeler İçinde) de Erdem Tepegöz  Turquie
- Peaches & Cream (katzefet ve Duvdevanim) de Gurt Bentvich  Israël
- The Barren Bride (ukuni Koina) de Jadab Mahanta  Inde
- The Campaign de Marian Crișan  Roumanie
- The Melody of String Tree (Мелодия струнного дерева) de Irina Yevteyeva  Russie

### Film d'ouverture
- Silverland : La Cité de glace (Серебряные коньки) de Michael Lockshin  Russie

### Film de clôture
- Sur le bord (На острие) de Edouard Bordoukov  Russie

## Palmarès

### Compétition internationale
- Grand Prix : Le Journal du blocus (Блокадный дневник) d'Andreï Zaïtsev
- Prix du meilleur réalisateur : Hilda de Rishi Pelham
- Prix de la meilleure actrice : Megan Purvis pour son rôle dans Hilda
- Prix du meilleur acteur : Gurt Bentvich pour son rôle dans Peaches & Cream
- Prix spécial du jury : In The Shadows (Gölgeler İçinde) de Erdem Tepegöz

### Prix spécial
- Prix Stanislavski : Svetlana Krutchkova